# Oxögat (Åre socken, Jämtland, 702641-134967)
Oxögat är en sjö i Åre kommun i Jämtland och ingår i Indalsälvens huvudavrinningsområde.